# 25075 Kiyomoto
25075 Kiyomoto è un asteroide della fascia principale. Scoperto nel 1998, presenta un'orbita caratterizzata da un semiasse maggiore pari a 2,7863123 UA e da un'eccentricità di 0,1711526, inclinata di 5,58941° rispetto all'eclittica.